# Marie-Louise Mwange
Marie-Louise Mwange, aussi connue sous le nom de Marie-Louise Mwange Musangu, est une femme politique congolaise née le 28 novembre 1961 à Lubumbashi.
Membre du Parti du peuple pour la reconstruction et la démocratie (PPRD), elle est ministre du Genre, de l'Enfant et de la Famille (2016-2017) dans le gouvernement Badibanga.

## Biographie
Née à Lubumbashi (Katanga) le 28 novembre 1961, Marie-Louise Mwange est diplômée en sciences sociales, option « sociologie industrielle »,.
Membre du Parti du peuple pour la reconstruction et la démocratie (PPRD), elle est nommée ministre du Genre, de l'Enfant et de la Famille le 19 décembre 2016 dans le gouvernement de Samy Badibanga. Elle prend ses fonctions le 23 décembre, succédant ainsi à Lucie Kipele. 
Le 8 mars 2017, à l'occasion de la Journée internationale des femmes, elle plaide en faveur d'une égalité entre les femmes et les hommes dans le monde du travail, et souhaite que tous les documents relatifs aux droits de la femme fassent l'objet d'une « vulgarisation » dans les quatre langues nationales de la RDC. Puis, durant le mois de mars 2017, elle organise une collecte de fonds en faveur des femmes atteintes du cancer de l'utérus et du cancer du sein.
Elle a également exercé la fonction de Secrétaire générale adjointe du Réseau des femmes ministres et parlementaires africaines (REFAMP).
Marie-Louise Mwange n'est pas reconduite à son poste dans le gouvernement de Bruno Tshibala. Elle est remplacée le 18 mai 2017 par Chantal Safu, déclarant lors de la passation de témoin qu'elle travaillera dorénavant comme conseillère auprès du président Joseph Kabila.
Lors de l'élection présidentielle de 2018, elle s'engage pour Emmanuel Ramazani Shadary, candidat soutenu par le président sortant.

## Publications
- Puisqu'elles naissent femmes, Saint-Denis, Éditions Édilivre, 2011, 112 p. (ISBN 978-2-8121-4553-7)